# مشفى رمبام
رمبام - المجمع الطبي لصحة الإنسان (بالعبرية: רמב"ם - הקריה הרפואית לבריאות האדם) هو مشفى جامعي إسرائيلي تابع لكلية الطب «رابابورت» في جامعة التخنيون، أقدم جامعة في إسرائيل. يقع في مدينة حيفا، إلى الشمال الغربي من الميناء. تأسس هذا المشفى عام 1938م في عهد الإنتداب البريطاني. ويُعتبر المشفى الأكبر في شمال إسرائيل، حيث يُقدّم الخدمة لأكثر من مليوني مواطن، ويصله حوالي 500,000 شخص سنويًا للعلاج والمتابعة، ويمكث فيه حوالي 75,000 مريض. وحسب إحصائيات شهر كانون الأول من عام 2012م، بلغ عدد أطباء المشفى حوالي 1,100 طبيب و1,600 ممرض. وقد سُجل فيه أكثر من 5,100 حالة ولادة وجرت فيه أكثر من 53,000 عملية جراحية.

## التسمية
سُمي هذا المشفى نسبةً للحاخام اليهودي الأندلسي موسى بن ميمون المعروف بِـ «رمبام»، الذي أُشتهر بكونه الشخصية اليهودية الأهم خلال العصور الوسطى. وهو طبيب وفيلسوف ولد في قرطبة عام 1135م وتوفي بالقاهرة عام 1204م. وكان والده قاضيًا في المحاكم الكنسية.

## التاريخ
تأسس «مركز رمبام الطبي» في عام 1938م في عهد الانتداب البريطاني على فلسطين، وقد افتتحه المفوّض السّامي هارولد ماكمايكل [الإنجليزية]، مركزًا طبّيًّا احتوى على 225 سرير. وكان يُعرف حينها بِـ «مشفى حيفا الحكومي»، واستمرت هذه التسمية حتّى قيام دولة إسرائيل. وفي عام 1952م تمّ تغيير إسمه إلى الاسم الحالي «مشفى رمبام». كان يُعرف المشفى أيضًا باسم «مشفى حمزة»، نسبةً للطبيب نايف حمزة الّذي أدار المشفى وعمل طبيبًا جرّاحًا فيه. حيثُ تسلّم إدارته في عام 1933م حينما كان مستوصفًا صغيرًا.